# Rondeletia disperma
Rondeletia disperma är en måreväxtart som beskrevs av Nikolaus Joseph von Jacquin. Rondeletia disperma ingår i släktet Rondeletia och familjen måreväxter. Inga underarter finns listade i Catalogue of Life.